# 모한나드 압둘라힘
모한나드 압둘라힘 카라르(아랍어: مُهَنَّد عَبْد الرَّحِيم كَرَّار, Mohannad Abdul-Raheem Karrar, 1993년 9월 22일 ~ )은 이라크의 축구 선수로, 포지션은 공격수이다. 현재 알미나 소속이다.